# Anne Enright
Anne Teresa Enright (FRSL) (Dublin, 11 oktober 1962) is een Ierse schrijver. Zij publiceerde zeven romans, veel korte verhalen en het non-fictie boek Making Babies: Stumbling into Motherhood, dat de weerslag is van haar tijd in Dublins kraamklinieken. Haar thema's variëren van engelen, familie, liefde, bevalling, moederschap tot de rooms-katholieke kerk en de vrouwelijke lichaamsvorm. Enright ontving in 2007 de Booker Prize voor haar roman The Gathering.
Zij is gehuwd met Martin Murphy, toneelregisseur van het Pavilion Theatre in Dún Laoghaire, en woont in Bray (County Wicklow). Samen hebben zij een zoon en een dochter.

## Jeugd
Anne Enright werd geboren in Dublin en ging naar St. Louis High School, in de wijk Rathmines. Met een internationale beurs behaalde zij in twee jaar een International Baccalaureate aan het Lester B. Pearson United World College of the Pacific in Victoria (Brits-Columbia), Canada. Enright behaalde vervolgens een Bachelor of Arts in Engels en filosofie aan Trinity College Dublin.
Toen zij voor haar 21e verjaardag van haar familie een elektrische typemachine kreeg, begon zij zich serieus op haar schrijven toe te leggen. Ze won daarmee een beurs (Chevening Scholarship) voor de cursus Creatief Schrijven van de Universiteit van East Anglia. Daar liep zij college bij Angela Carter en Malcolm Bradbury en behaalde ze haar MA.

## Televisie
Enright was zes jaar televisieproducent en regisseur voor RTÉ. Zij produceerde bijvoorbeeld vier jaar lang het RTÉ-programma Nighthawks. Vervolgens deed ze twee jaar de programmering van de kinderprogramma's. Schrijven beperkte zich tot het weekend. Enright begon pas in 1993 fulltime te schrijven, toen zij de RTÉ verliet vanwege een burn-out. Later zei ze daarover: “Ik raad het aan [...] een instorting op jonge leeftijd te krijgen. Als je leven al vroeg in duigen valt, kun je het weer opnieuw op poten zetten. Het zijn de mensen die altijd op de rand van een crisis balanceren en net niet de bodem raken, die werkelijk in de problemen verstrikt raken.”

## Boeken
Recensenten hebben vaak geopperd dat Enright bepaalde elementen in haar vroegste geschriften ontleend had aan het werk van Brian O'Nolan. In 1991 bracht zij met The Portable Virgin echter een verzameling korte verhalen uit waarmee zij bewees haar eigen stijl en thematiek te hebben ontwikkeld. Haar voormalig docent Angela Carter noemde deze bundel “elegant, nauwgezet, voortdurend intelligent en vooral origineel”.
Enrights eerste roman, The Wig My Father Wore, kwam in 1995 uit en verkent thema's als liefde, moederschap en de rooms-katholieke kerk. Hoofdpersoon Grace woont in Dublin en werkt voor een spelshow. Een engel die in 1934 zelfmoord heeft gepleegd en naar de aarde is teruggekeerd om verloren zielen te begeleiden, betrekt het huis van Grace. Zij wordt verliefd op hem.

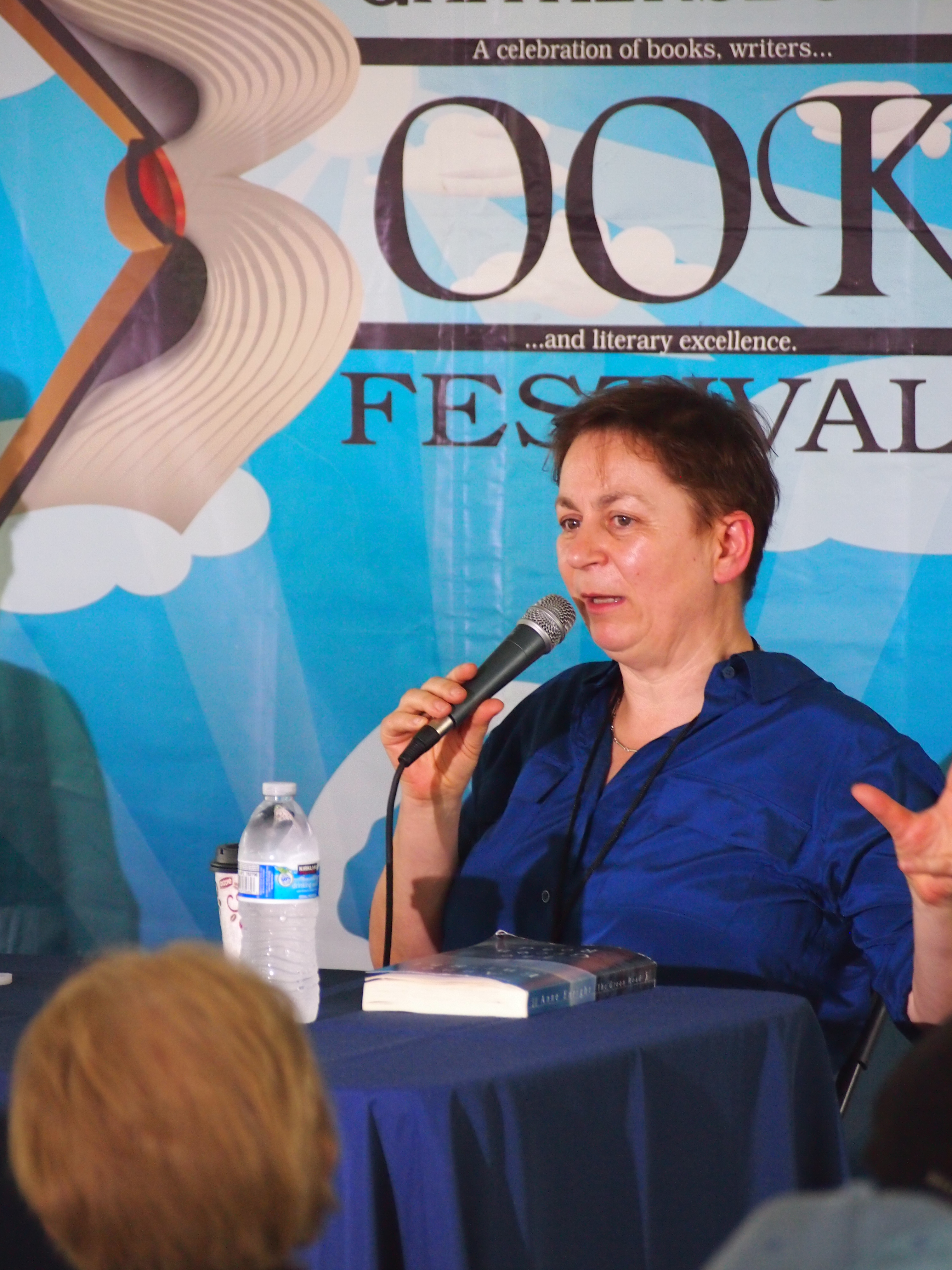
Enright in 2015

What are you like? (2000) was haar tweede roman. Die handelt over de tweelingzusjes Marie en Maria, die direct na hun geboorte van elkaar werden gescheiden en separaat opgroeiden in, respectievelijk, Dublin en Londen. In deze setting belicht de roman de spanningen tussen en ironie onder familieleden. Hij werd genomineerd voor de categorie romans van de Whitbread Awards. Haar derde roman, The Pleasure of Eliza Lynch (2002), is een fictief verslag van het leven van Eliza Lynch, de Ierse partner van de Paraguayaanse president Francisco Solano López, die de machtigste 19e-eeuwse vrouw van Paraguay werd.
Anne Enrights boek Making Babies: Stumbling into Motherhood (2004) is een verzameling openhartige en humoristische essays over bevallen en het moederschap.
In 2007 bracht Enright met The Gathering haar vierde roman uit, waarmee zij de Booker Prize verdiende.
Haar personages plaatst zij vaak in het fameuze Belvedere Hotel aan St. Stephen's Green.
Deze setting is iets internationaler in het verhaal van de indringende roman The Green Road  (2015) en Enright breidt haar thematiek hierin uit met homoseksualiteit, altruïsme en alcoholisme. Kern van het familiedrama vormt ditmaal het gezin van Rosaleen Madigan en haar vier volwassen zoons en dochters. Aangrijpend zijn de verwijdering tussen de gezinsleden in de laatste decennia van de 20e eeuw, de spanning in hun onderlinge relaties en het gemis van de echtgenoot en vader beschreven. Deze bejubelde roman werd genomineerd voor de Man Booker Prize en bekroond met de Kerry Group Irish Fiction Award.

## Overige werken
Enrights overige werk verscheen in diverse tijdschriften en kranten, waaronder The Dublin Review, The Irish Times, The New Yorker, The Guardian, Granta, The Paris Review en de London Review of Books. In het nummer van 4 oktober 2007 van de London Review of Books stond haar roemruchte essay "Disliking the McCanns" over Kate en Gerry McCann, de Britse ouders van de driejarige Madeleine McCann, die in mei 2007 tijdens een vakantie in Portugal onder verdachte omstandigheden verdween.
Regelmatig leverde zij bijdragen aan BBC Radio 4 en recenseerde ze voor de RTÉ.
In 2011 publiceerde Irish Academic Press een verzameling essays over haar werk, geredigeerd door Claire Bracken en Susan Cahill. Haar werken worden ook besproken en met beelden in een context geplaatst in de documentaire Reading Ireland.
Taoiseach Enda Kenny benoemde Enright tot de allereerste Laureaat van de Ierse Fictie. Tijdens haar periode als Laureaat van de Ierse Fictie trachtte Enright de betrokkenheid van mensen bij de Ierse literatuur te bevorderen door openbare lezingen en lessen creatief schrijven te geven. In het academisch jaar 2018/2019 ging zij lesgeven aan de School of English van het UCD.

## Prijzen
- 1991 Rooney Prize for Irish Literature voor The Portable Virgin
- 2001 Encore Award voor What Are You Like?[31]
- 2004 Davy Byrne's Irish Writing Award[32]
- 2007 Booker Prize voor The Gathering[4][33][34]
- 2008 Irish Book Awards, Irish Novel of the Year voor The Gathering
- 2010 Fellow of the Royal Society of Literature[35]
- 2012 Nominatie voor de Orange Prize for Fiction met The Forgotten Waltz[36]
- 2012 Carnegie Medal for Excellence in Fiction voor The Forgotten Waltz[37][38]
- 2012 Eredoctoraat (DLit) van Goldsmiths College, University of London
- 2016 Kerry Group Irish Fiction Award voor The Green Road[39]
- 2017 Op de shortlist van International Dublin Literary Award met The Green Road